# Bambino bruciato
Bambino bruciato (Bränt barn) è un romanzo dello scrittore svedese Stig Dagerman, pubblicato nel 1948. Il libro alterna capitoli narrati da un narratore esterno e onnisciente a lettere scritte dal protagonista Bengt a se stesso, al padre, all'amante e alla fidanzata. L'opera si è rivelata il maggior successo editoriale di Dagerman ed è stata ristampata dieci volte nella natia Svezia e tradotta in venti lingue.

## Trama
Il ventenne Bengt Lundin rimane profondamente turbato dalla morte improvvisa della madre Alma, da lungo malata di cuore. Il suo dolore è esacerbato dalla scoperta, proprio il giorno del funerale, che il padre Knut ha da tempo un'amante che teneva nascosta a lui e la madre. Il padre è imbarazzato dal fatto che il figlio abbia scoperto il suo segreto, ma continua la sua relazione con Gun; anche le due sue sorelle, le zie di Bengt, disapprovano le sue azioni, ma la loro unica reazione è razziare il guardaroba di Alma prima che Knut doni tutti gli abiti della moglie morta all'amante, a cui comunque vanno il vestito rosso e le scarpe più belle della defunta. Per quanto Bengt abbia chiarito di non volere mai incontrare l'amante del padre, il pensiero di Gun continua a perseguitarlo sia da sveglio che in sogno e il giovane esprime la sua angoscia trascurando gli studi e bistrattando la fidanzata, la debole Bérit. Bengt comincia a seguire il padre in giro per Stoccolma, pedinandolo una notte fino a un cinema in cui non riesce più a trovarlo. Il giovane continua a frequentare il cinema, sia da solo che con la fidanzata, fino a rendersi conto che Knut non andava al cinema con l'amante, ma ci andava a trovare Gun, che vi lavora in biglietteria. A tre mesi dalla morte di Alma, Knut decide di presentare ufficialmente Gun al figlio e la porta a casa una sera per il tè: i propositi di rabbia e vendetta di Bengt sfumano davanti alla donna e il giovane non riesce a dare voce alla sua collera, rimanendo in un silenzio impacciato.
Qualche tempo dopo, Gun invita la famiglia di Knut su un'isola per festeggiare la mezza estate e Bengt accetta di andare con la fidanzata e il padre, con il pensiero di consumare la propria vendetta il terzo giorno della vacanza. Ma i giorni passano e Bengt si trova a suo malgrado affascinato da Gun, che inizialmente trovava ripugnante ma che ora comincia a desiderare. Dopo aver colto sul fatto il padre mentre faceva sesso con l'amante, Bengt consuma un rapporto rabbioso con Bérit, che si rincuora e smette di temere che il giovane fidanzato si sia invaghito della futura matrigna. I timori di Bérit, che sulla vicenda si è fatta un'idea più chiara dello stesso Bengt, si rivelano fondati e l'ultima notte della vacanza il giovane trova Gun da sola mentre prepara le valigie e i due hanno un rapporto sessuale.
La tresca tra Bengt e Gun va avanti a lungo e prima della fine dell'estate i due vanno nuovamente sull'isola, questa volta da soli. Qui i due si amano con gioia per qualche giorno, prima che la tensione torni a farsi sentire per Bengt: il ragazzo, insicuro e ancora tormentato dalla morte della madre e dal tradimento del padre, scopre oggetti appartenenti a un altro uomo nella casa di Gun e non riesce ad accettare che la donna, più matura di lui di almeno vent'anni, abbia avuto altre storie e altri amori prima di lui e nel suo bisogno di un amore assoluto Bengt uccide il cane che l'ex di Gun le aveva regalato. Anche se la violenza di Bengt e i suoi sentimenti contrastanti d'amore e d'odio per Gun sembrano aver posto fine alla loro relazione clandestina, in una lettera a Knut dal figlio di qualche mese dopo si scopre che la situazione si è complicata: Knut e Gun si sono sposati due settimane prima del primo anniversario della morte di Alma, poco tempo dopo che Gun, avendo trovato una lettera di un'altra nella tasca di Bengt, gli aveva fatto una scenata di gelosia. Poco dopo i quattro protagonisti tornano sull'isola e si scopre che la passione tra Bengt e Gun, ora sua matrigna, è lungi dall'essere sopita. Quando Bérit gli fa notare che quel giorno ricorre l'anniversario della morte della madre, Bengt ha un crollo nervoso, litiga con i presenti, afferra il rasoio del padre e si taglia le vene. Knut, Bérit e Gun portano Bengt all'ospedale in tutta fretta e il giovane viene salvato in tempo. Mentre giace convalescente in camera sua, Bengt viene colto da un sentimento di amore e perdono per Bérit, per il padre e per Gut, che accetta come nuova madre nel momento di profonda rivelazione che conclude il romanzo.

## Adattamenti
Nel 1949 Stig Dagerman ha riadattato Bambino bruciato per le scene nel dramma Ingen går fri ("Nessuno è libero"), debuttato a teatro nello stesso anno per la regia dello stesso Dagerman. Sempre nel 1949 il testo teatrale è stato pubblicato nella raccolta dei drammi di Dagerman Judasdramer, che conteneva anche il monologo Streber.
Nel 1967 il regista Hans Abramson ha curato un omonimo adattamento cinematografico del romanzo.

## Edizioni italiane
- Bambino bruciato, trad. it. Gino Tozzetti, introduzione di Goffredo Fofi, Milano: Iperborea, 1994. ISBN 88-7091-045-8